# Pallavolo ai Giochi panafricani - Torneo femminile
Il torneo femminile di pallavolo ai Giochi panafricani è una competizione pallavolistica per squadre nazionali africane, organizzata con cadenza quadriennale dall'ACONA, durante i Giochi panafricani.

## Edizioni
| Edizione      | Edizione      | Podio    | Podio   | Podio     |
| Anno          | Organizzatore | Campione | Seconda | Terza     |
| ------------- | ------------- | -------- | ------- | --------- |
| 1978 Dettagli | Algeri        | Algeria  | Nigeria | Ghana     |
| 1987 Dettagli | Nairobi       | Egitto   | Kenya   | Mauritius |
| 1991 Dettagli | Il Cairo      | Kenya    | Egitto  | Camerun   |
| 1995 Dettagli | Harare        | Kenya    | Egitto  | Nigeria   |
| 1999 Dettagli | Johannesburg  | Kenya    | Egitto  | Nigeria   |
| 2003 Dettagli | Abuja         | Nigeria  | Egitto  | Kenya     |
| 2007 Dettagli | Algeri        | Algeria  | Camerun | Kenya     |
| 2011 Dettagli | Maputo        | Algeria  | Camerun | Kenya     |
| 2015 Dettagli | Brazzaville   | Kenya    | Camerun | Egitto    |
| 2019 Dettagli | Rabat         | Kenya    | Camerun | Marocco   |
| 2024 Dettagli | Accra         | Egitto   | Tunisia | Kenya     |

## Medagliere
| Pos. | Squadra   | 1º posto | 2º posto | 3º posto | Totale |
| ---- | --------- | -------- | -------- | -------- | ------ |
| 1    | Kenya     | 5        | 1        | 4        | 10     |
| 2    | Algeria   | 3        | 0        | 0        | 3      |
| 3    | Egitto    | 2        | 4        | 1        | 7      |
| 4    | Nigeria   | 1        | 1        | 2        | 4      |
| 5    | Camerun   | 0        | 4        | 1        | 5      |
| 6    | Tunisia   | 0        | 1        | 0        | 1      |
| 7    | Marocco   | 0        | 0        | 1        | 1      |
| 7    | Mauritius | 0        | 0        | 1        | 1      |
| 7    | Ghana     | 0        | 0        | 1        | 1      |